# Serial Attached SCSI
Serial Attached SCSI (SAS) je v informatice sériová sběrnice, která nahrazuje paralelní sběrnici SCSI. Slouží k připojení pevných disků a páskových jednotek. Poprvé byla představena v 80. letech 20. století. Pro komunikaci používá standardní příkazy SCSI. V roce 2008 byla o něco pomalejší než toho času aktuální standard SCSI, avšak v roce 2009 byla její rychlost zdvojnásobena na 6 Gbit/s. Je zpětně kompatibilní se SATA 2.0, takže disky se 3.0 Gbit/s SATA lze připojit na rozhraní SAS, avšak disky SAS k rozhraní SATA připojit nelze.